# Liste der Naturdenkmale in Hardt (Schwarzwald)
| Naturdenkmale | Anzahl |
| ------------- | ------ |
| FND           | 0      |
| END           | 11     |
| Gesamt        | 11     |

Die Liste der Naturdenkmale in Hardt nennt die verordneten Naturdenkmale (ND) der im baden-württembergischen Landkreis Rottweil liegenden Gemeinde Hardt. In Hardt gibt es insgesamt 11 als Naturdenkmal geschützte Objekte, keines ist ein flächenhaftes Naturdenkmal (FND), alle sind Einzelgebilde-Naturdenkmale (END).
Stand: 31. Oktober 2016.

## Einzelgebilde (END)
| Name                     | Bild | Kennung     | Einzelheiten | Position | Fläche Hektar | Datum         |
| ------------------------ | ---- | ----------- | ------------ | -------- | ------------- | ------------- |
| 1 Bergahorn              | BW   | 83250240075 | Hardt        | ⊙        | 0,0           | 23. Juni 1992 |
| 1 Fichte                 | BW   | 83250240083 | Hardt        | ⊙        | 0,0           | 23. Juni 1992 |
| 1 Sommerlinde            | BW   | 83250240076 | Hardt        | ⊙        | 0,0           | 23. Juni 1992 |
| 1 Sommerlinde            | BW   | 83250240077 | Hardt        | ⊙        | 0,0           | 23. Juni 1992 |
| 1 Sommerlinde            | BW   | 83250240079 | Hardt        | ⊙        | 0,0           | 23. Juni 1992 |
| 1 Sommerlinde            | BW   | 83250240081 | Hardt        | ⊙        | 0,0           | 23. Juni 1992 |
| 1 Sommerlinde            | BW   | 83250240082 | Hardt        | ⊙        | 0,0           | 23. Juni 1992 |
| 1 Traubeneiche           | BW   | 83250240071 | Hardt        | ⊙        | 0,0           | 23. Juni 1992 |
| 1 Traubeneiche           | BW   | 83250240072 | Hardt        | ⊙        | 0,0           | 23. Juni 1992 |
| 1 Traubeneiche           | BW   | 83250240073 | Hardt        | ⊙        | 0,0           | 23. Juni 1992 |
| 1 Traubeneiche           | BW   | 83250240074 | Hardt        | ⊙        | 0,0           | 23. Juni 1992 |
| Legende für Naturdenkmal |      |             |              |          |               |               |